# Róbert Feczesin
Róbert Feczesin (Budapest, 22 febbraio 1986) è un calciatore ungherese, attaccante dell'Unione Budapest.

## Caratteristiche tecniche
È un attaccante che può ricoprire il ruolo di prima punta, seconda punta o ala.

## Carriera

### Club
Nato nella capitale ma originario di Dabas, piccola cittadina della contea di Pest, muove i primi passi con la squadra locale, nel 1999 passa per un biennio al Vasas, prima di venire acquistato dall'Újpest dove inizia la sua carriera professionistica. Gioca 2 stagioni e mezzo a discreti livelli. A metà stagione 2005/2006 passa al Sopron di mister Dario Bonetti, facendo coppia in attacco con Beppe Signori, qui gioca ancora per una stagione e mezzo segnando 11 reti in 38 presenze. Nell'estate 2007 viene opzionato e subito ingaggiato dal Brescia.
Ritorna in Ungheria il 29 agosto 2009, precisamente al Debrecen, in prestito con diritto di riscatto, ma nella stagione 2010-2011 torna al Brescia dove esordisce in Serie A il 19 dicembre 2010 nella gara contro il Catania subentrando nella ripresa a Éder. Il 27 gennaio 2011 passa in prestito all'Ascoli in Serie B; esordisce con i marchigiani il 29 gennaio nella trasferta di Bergamo contro l'AlbinoLeffe e va a segno dopo 10 minuti realizzando il gol del vantaggio bianconero. Conclude la sua stagione con 19 presenze e ben 8 reti, e a fine stagione torna a Brescia. Segna subito all'esordio, il 27 agosto nella sfida vinta per 2-0 contro il Vicenza. Conclude la stagione con 29 presenze e 5 gol segnati in campionato.
Gioca la prima partita della stagione 2012-2013 con la maglia del Brescia contro il Crotone il 25 agosto 2012. Il 31 agosto seguente passa a titolo definitivo all'Ascoli.
Svincolatosi dall'Ascoli al termine della stagione 2012-13, che ha visto la retrocessione della sua squadra in Lega Pro, il 24 agosto 2013 passa al Padova a parametro zero siglando un accordo per due anni con i biancoscudati. Il 22 luglio 2014, dopo la mancata iscrizione del Padova al campionato di Lega Pro, rimane svincolato.
Nell'estate 2014 firma per il Videoton formazione ungherese che milita nella massima divisione. La sua prima stagione grazie soprattutto alla sua grande vena realizzativa nelle varie coppe nazionali chiude con ben 27 reti in 38 partite, eguagliando così il proprio record fermo a 18 reti nella stagione 2006-07, laureandosi campione d'Ungheria. Con il club di Szekesfehervar gioca un altro anno e mezzo, prima di lasciare la squadra a gennaio 2017 per tentare fortuna in Asia con il Jeonnam Dragons formazione della massima serie sudcoreana.
Esordisce alla prima giornata di campionato andando subito a segno nella sconfitta per 2-1 contro il Jeonbuk Motors FC mettendo a segno il gol del momentaneo pareggio, nel corso del campionato si rivela un uomo-squadra, grazie anche alle maggiori qualità tecniche e fisiche dimostrate rispetto agli altri compagni. Al termine della stagione la sua squadra si salva per la miglior differenza reti sulla penultima ovvero il Sangju Sangmu lasciando la squadra dopo 32 partite e 10 reti. L'annata seguente ritorna in Europa firmando un contratto annuale con l'Adanaspor squadra appena retrocessa dalla massima serie turca.
Con il club di Adana raccoglie 24 presenze e 4 reti piazzandosi a metà classifica.
L'annata 2019-20 lo vede tornare in patria a distanza di due anni dall'ultima volta, firmando un contratto con l'Újpest ritornando nel club dopo dodici anni. Dopo un avvio brillante di stagione, nel quale riesce a rientrare anche nel giro della Nazionale, il 21 gennaio 2020 dopo 12 partite e ben 8 gol, accetta la ricca proposta del Vasas, militante in seconda divisione intenta a ritornare nella massima serie.

### Nazionale
Dopo aver compiuto le trafile giovanili della Nazionale ungherese, soprattutto nell'Under 21, nella quale è stato un giocatore fondamentale, ha esordito con l'Ungheria il 14 dicembre 2005, a soli diciannove anni. Il 21 agosto 2007, in occasione di un'amichevole a Budapest contro la Nazionale italiana, segna una rete a Gianluigi Buffon nella vittoria ungherese per 3-1.
Nel novembre 2019 fa ritorno in nazionale, a esattamente otto anni di distanza dall'ultima partita disputata, subentrando a Szalai nell'amichevole persa per 2-1 contro l'Uruguay.

## Statistiche

### Presenze e reti nei club
Statistiche aggiornate al 8 giugno 2023.
| Stagione        | Squadra         | Campionato      | Campionato | Campionato | Coppe nazionali | Coppe nazionali | Coppe nazionali | Coppe continentali | Coppe continentali | Coppe continentali | Altre coppe | Altre coppe | Altre coppe | Totale | Totale |
| Stagione        | Squadra         | Comp            | Pres       | Reti       | Comp            | Pres            | Reti            | Comp               | Pres               | Reti               | Comp        | Pres        | Reti        | Pres   | Reti   |
| --------------- | --------------- | --------------- | ---------- | ---------- | --------------- | --------------- | --------------- | ------------------ | ------------------ | ------------------ | ----------- | ----------- | ----------- | ------ | ------ |
| 2003-2004       | Újpest          | NBI             | 13         | 4          | MK              | 0               | 0               | -                  | -                  | -                  | -           | -           | -           | 13     | 4      |
| 2004-2005       | Újpest          | NBI             | 23         | 4          | MK              | 1               | 1               | CU                 | 4                  | 1                  | -           | -           | -           | 28     | 6      |
| 2005-gen. 2006  | Újpest          | NBI             | 12         | 4          | MK              | 1               | 2               | -                  | -                  | -                  | -           | -           | -           | 13     | 6      |
| gen.-giu. 2006  | Sopron          | NBI             | 9          | 0          | MK              | -               | -               | CU                 | -                  | -                  | MS          | -           | -           | 9      | 0      |
| 2006-2007       | Sopron          | NBI             | 29         | 11         | MK              | 3               | 6               | Int.               | 2                  | 1                  | -           | -           | -           | 34     | 18     |
| Totale Sopron   | Totale Sopron   | Totale Sopron   | 38         | 11         |                 | 3               | 6               | -                  | 2                  | 1                  | -           | -           | -           | 43     | 18     |
| 2007-2008       | Brescia         | B               | 28+1       | 3+1        | CI              | 0               | 0               | -                  | -                  | -                  | -           | -           | -           | 29     | 4      |
| 2008-2009       | Brescia         | B               | 21         | 1          | CI              | 1               | 0               | -                  | -                  | -                  | -           | -           | -           | 22     | 1      |
| 2009-2010       | Debrecen        | NBI             | 16         | 8          | MK+MLK          | 3+2             | 1+1             | UCL                | 2                  | 0                  | MS          | 0           | 0           | 23     | 10     |
| 2010-gen. 2011  | Brescia         | A               | 2          | 0          | CI              | 2               | 1               | -                  | -                  | -                  | -           | -           | -           | 4      | 1      |
| gen.-giu. 2011  | Ascoli          | B               | 19         | 8          | CI              | -               | -               | -                  | -                  | -                  | -           | -           | -           | 19     | 8      |
| 2011-2012       | Brescia         | B               | 29         | 5          | CI              | 2               | 2               | -                  | -                  | -                  | -           | -           | -           | 31     | 7      |
| ago. 2012       | Brescia         | B               | 1          | 0          | CI              | 0               | 0               | -                  | -                  | -                  | -           | -           | -           | 1      | 0      |
| Totale Brescia  | Totale Brescia  | Totale Brescia  | 81+1       | 9+1        |                 | 4               | 3               |                    | -                  | -                  |             | -           | -           | 86     | 13     |
| ago. 2012-2013  | Ascoli          | B               | 38         | 7          | CI              | -               | -               | -                  | -                  | -                  | -           | -           | -           | 38     | 7      |
| Totale Ascoli   | Totale Ascoli   | Totale Ascoli   | 57         | 15         |                 | -               | -               | -                  | -                  | -                  | -           | -           | -           | 57     | 15     |
| 2013-2014       | Padova          | B               | 15         | 0          | CI              | 0               | 0               | -                  | -                  | -                  | -           | -           | -           | 15     | 0      |
| 2014-2015       | Videoton        | NBI             | 20         | 7          | MK+MLK          | 8+10            | 9+11            | -                  | -                  | -                  | -           | -           | -           | 38     | 27     |
| 2015-2016       | Videoton        | NBI             | 26         | 5          | MK              | 5               | 2               | UCL+UEL            | 0+1                | 0                  | MS          | 1           | 0           | 33     | 7      |
| 2016-gen. 2017  | Videoton        | NBI             | 16         | 8          | MK              | 2               | 2               | UEL                | 6                  | 2                  | -           | -           | -           | 24     | 12     |
| Totale Videoton | Totale Videoton | Totale Videoton | 62         | 20         |                 | 25              | 24              |                    | 7                  | 2                  |             | 1           | 0           | 95     | 46     |
| 2017            | Jeonnam         | KLC             | 32         | 10         | FA              | 2               | 1               | -                  | -                  | -                  | -           | -           | -           | 34     | 11     |
| 2018-2019       | Adanaspor       | 1.L             | 24         | 4          | TK              | 1               | 1               | -                  | -                  | -                  | -           | -           | -           | 25     | 5      |
| 2019-gen. 2020  | Újpest          | NBI             | 12         | 8          | MK              | 2               | 1               | -                  | -                  | -                  | -           | -           | -           | 14     | 9      |
| Totale Újpest   | Totale Újpest   | Totale Újpest   | 60         | 20         |                 | 4               | 4               |                    | 4                  | 1                  |             | -           | -           | 68     | 25     |
| gen.-giu. 2020  | Vasas           | NBII            | 7          | 6          | MK              | -               | -               | -                  | -                  | -                  | -           | -           | -           | 7      | 6      |
| 2020-2021       | Vasas           | NBII            | 25         | 13         | MK              | 2               | 1               | -                  | -                  | -                  | -           | -           | -           | 27     | 14     |
| 2021-2022       | Vasas           | NBII            | 34         | 15         | MK              | 1               | 0               |                    | -                  | -                  |             | -           | -           | 35     | 15     |
| 2022-2023       | Vasas           | NBI             | 8          | 1          | MK              | 0               | 0               | -                  | -                  | -                  | -           | -           | -           | 8      | 1      |
| Totale Vasas    | Totale Vasas    | Totale Vasas    | 74         | 35         |                 | 3               | 1               |                    | -                  | -                  |             | -           | -           | 79     | 36     |
| Totale carriera | Totale carriera | Totale carriera | 459+1      | 132+1      |                 | 47              | 42              |                    | 15                 | 4                  |             | 1           | 0           | 523    | 179    |

### Cronologia presenze e reti in nazionale
| Cronologia completa delle presenze e delle reti in nazionale ― Ungheria | Cronologia completa delle presenze e delle reti in nazionale ― Ungheria | Cronologia completa delle presenze e delle reti in nazionale ― Ungheria | Cronologia completa delle presenze e delle reti in nazionale ― Ungheria | Cronologia completa delle presenze e delle reti in nazionale ― Ungheria | Cronologia completa delle presenze e delle reti in nazionale ― Ungheria | Cronologia completa delle presenze e delle reti in nazionale ― Ungheria | Cronologia completa delle presenze e delle reti in nazionale ― Ungheria |
| Data                                                                    | Città                                                                   | In casa                                                                 | Risultato                                                               | Ospiti                                                                  | Competizione                                                            | Reti                                                                    | Note                                                                    |
| ----------------------------------------------------------------------- | ----------------------------------------------------------------------- | ----------------------------------------------------------------------- | ----------------------------------------------------------------------- | ----------------------------------------------------------------------- | ----------------------------------------------------------------------- | ----------------------------------------------------------------------- | ----------------------------------------------------------------------- |
| 14-12-2005                                                              | Phoenix                                                                 | Messico                                                                 | 2 – 0                                                                   | Ungheria                                                                | Amichevole                                                              | -                                                                       | 71’                                                                     |
| 18-12-2005                                                              | Miami Gardens                                                           | Antigua e Barbuda                                                       | 0 – 3                                                                   | Ungheria                                                                | Amichevole                                                              | 1                                                                       | 80’                                                                     |
| 22-8-2007                                                               | Budapest                                                                | Ungheria                                                                | 3 – 1                                                                   | Italia                                                                  | Amichevole                                                              | 1                                                                       | 73’                                                                     |
| 8-9-2007                                                                | Székesfehérvár                                                          | Ungheria                                                                | 1 – 0                                                                   | Bosnia ed Erzegovina                                                    | Qual. Euro 2008                                                         | -                                                                       | 89’                                                                     |
| 13-10-2007                                                              | Budapest                                                                | Ungheria                                                                | 2 – 0                                                                   | Malta                                                                   | Qual. Euro 2008                                                         | 1                                                                       | 83’                                                                     |
| 17-10-2007                                                              | Łódź                                                                    | Polonia                                                                 | 0 – 1                                                                   | Ungheria                                                                | Amichevole                                                              | -                                                                       | 46’                                                                     |
| 17-11-2007                                                              | Chișinău                                                                | Moldavia                                                                | 3 – 0                                                                   | Ungheria                                                                | Qual. Euro 2008                                                         | -                                                                       | 71’                                                                     |
| 21-11-2007                                                              | Budapest                                                                | Ungheria                                                                | 1 – 2                                                                   | Grecia                                                                  | Qual. Euro 2008                                                         | -                                                                       | 81’                                                                     |
| 19-11-2008                                                              | Belfast                                                                 | Irlanda del Nord                                                        | 0 – 2                                                                   | Ungheria                                                                | Amichevole                                                              | -                                                                       | 82’                                                                     |
| 11-11-2011                                                              | Budapest                                                                | Ungheria                                                                | 5 – 0                                                                   | Liechtenstein                                                           | Amichevole                                                              | 1                                                                       |                                                                         |
| 15-11-2011                                                              | Poznań                                                                  | Polonia                                                                 | 2 – 1                                                                   | Ungheria                                                                | Amichevole                                                              | -                                                                       | 81’                                                                     |
| 15-11-2019                                                              | Budapest                                                                | Ungheria                                                                | 1 – 2                                                                   | Uruguay                                                                 | Amichevole                                                              | -                                                                       | 60’                                                                     |
| Totale                                                                  |                                                                         | Presenze                                                                | 12                                                                      |                                                                         | Reti                                                                    | 4                                                                       |                                                                         |

## Palmarès

### Club

#### Competizioni nazionali
- Campionato ungherese: 2

Debrecen: 2009-2010
Videoton: 2014-2015
- Magyar Kupa: 1

Debrecen: 2009-2010
- Magyar Szuperkupa: 1

Debrecen: 2009
- Magyar labdarúgó-ligakupa: 1

Debrecen: 2009-2010
- Nemzeti Bajnokság II: 1

Vasas: 2021-2022

### Individuale
- Capocannoniere della coppa ungherese: 1

2014-2015 (9 gol)
- Capocannoniere della Coppa di Lega ungherese: 1

2014-2015 (11 gol)